# جمعية أنظمة تحكم معهد مهندسي الكهرباء والإلكترونيات
جمعية أنظمة تحكم معهد مهندسي الكهرباء والإلكترونيات (CSS) أحد المجتمعات التنظيمية الخاصة بالمعهد تم تأسيسها عام 1954 بهدف النهوض بالنظريات والتطبيقات العملية لأنظمة الأتمتة والتحكم الهندسي.

## التاريخ
يرجع تاريخ جمعية أنظمة التحكم إلى أحد المجتمعات التنظيمية الخاصة بمعهد مهندسي الكهرباء والإلكترونيات. قدم معهد مهندسي نظم الراديو الجمعية في الاجتماع الأول للعامة في 19 أكتوبر 1954.

## منشورات مختارة
- خطابات جمعية أنظمة تحكم معهد مهندسي الكهرباء والإلكترونيات، ماريا إلينا فالشير، رئيسة التحرير.[4][5]
- مجلة جمعية أنظمة تحكم معهد مهندسي الكهرباء والإلكترونيات، جوناثان هو، رئيس التحرير.[6]
- مساهمات جمعية أنظمة تحكم معهد مهندسي الكهرباء والإلكترونيات في مجال الأتمتة، أليساندرو أستولفي، رئيس التحرير.
- مساهمات جمعية أنظمة تحكم معهد مهندسي الكهرباء والإلكترونيات في مجال تكنولوجيا التحكم، أندريا سيراني، رئيسة التحرير.

## المؤتمرات
تهتم الجمعية بالمؤتمرات العلمية سواء بكونها راعية رسمية للمؤتمر أو عضوه فعالة، فعلى سبيل المثال شاركت في رعاية كل من:
- المؤتمر المشترك الخامس والخمسون لمعهد مهندسي الكهرباء والإلكترونيات في مجال التحكم الآلي، في الأيام ما بين 12-15 ديسمبر 2011. الموقع الرسمي للمؤتمر.
- المؤتمر المشترك الثامن والأربعون لمعهد مهندسي الكهرباء والإلكترونيات في مجال التحكم الآلي، في الأيام ما بين 16-18 ديسمبر 2009. شنغهاي، الصين.
- مؤتمر معهد مهندسي الكهرباء والإلكترونيات في مجال التحكم الآلي، في الأيام ما بين 8-10 يونيو 2009 في سانت بيترسبيرغ، روسيا.
- مؤتمر معهد مهندسي الكهرباء والإلكترونيات في مجال التحكم الآلي، في الأيام ما بين 10-12 يونيو 2009 في سانت لويس، الولايات المتحدة الأمريكية.

## وصلات خارجية
- الموقع الرسمي للجمعية.
- الموقع الرسمي لمهعد مُهندسي الكهرباء والإلكترونيات
- الموقع الرسمي لمعهد مُهندسي الكهرباء والإلكترونيات العرب